# Fáy Ágoston
Fáji gróf Fáy Ágoston (1745 körül – Fáj, 1818. június 10.) főispán és valódi belső titkos tanácsos.

## Élete
Fáy László (1710–1777) és Lengyel Magda fia volt. 1787-ben Abaúj vármegye alispánja, később Bereg vármegye adminisztrátora és Ugocsa megye főispánja, 1809-ben utódaival együtt grófi rangra emeltetett. Sághy Annával Dormándon kötött házasságot 1769. április 2-án.

## Munkái
Cons. Fáy Ágoston ur, t. n. Abauj vármegye elsőbb vice-ispánja, a Kassán 1790-ben martiusnak elsőjén öszve-gyülekezett rendekhez tartott beszéde. (Orpheus I. 1790. Toldy István, A magyar politikai szónoklat kézikönyvébe, Pest. 1866. szintén fölvette.)